# Marnie
Marnie är en amerikansk psykologisk thriller från 1964 i regi av Alfred Hitchcock. Filmen är baserad på romanen med samma namn av Winston Graham. Huvudrollerna spelas av Tippi Hedren (som fått sitt genombrott ett år tidigare i Hitchcocks Fåglarna) och Sean Connery. Grace Kelly var ursprungligen påtänkt för huvudrollen, men hon hade blivit furstinna av Monaco och var inte tillgänglig.

## Rollista i urval
- Tippi Hedren – Margaret "Marnie" Edgar
- Sean Connery – Mark Rutland
- Diane Baker – Lil Mainwaring, Marks före detta svägerska
- Martin Gabel – Sidney Strutt, Marnies före detta chef
- Louise Latham – Bernice Edgar, Marnies mamma
- Bob Sweeney – Marks kusin Bob
- Alan Napier – Mr. Rutland, Marks pappa
- Mariette Hartley – Susan Clabon, Marnies kollega
- Bruce Dern – sjömannen från Marnies barndom
- Meg Wyllie – Mrs. Turpin
- Kimberly Beck – Jessica "Jessie" Cotton, som Bernice är barnvakt till (ej krediterad)
- Melody Thomas Scott – Marnie som yngre (ej krediterad)